# 千瓦·時
千瓦⋅時（國際單位制符號：kW·h、kW h；常記作kWh），常稱度，是一個能量單位，1度相當於一件功率為1,000瓦的電器在使用1小時之後所消耗的能量，等於360萬焦耳或{\displaystyle 3.6\times 10^{13}\,}爾格。千瓦⋅時通常用作電力公司向消費者輸送的電力的計費單位。

## 簡介

### 定義
千瓦⋅時等於1千瓦功率在1小時內做的功：
{\displaystyle \mathrm {kW\cdot h} =(3600\,\mathrm {s} )\lbrack \mathrm {kW} \rbrack =3600\,\lbrack \mathrm {s} \rbrack {\Bigg \lbrack }{\frac {\mathrm {kJ} }{\mathrm {s} }}{\Bigg \rbrack }=3600\,\mathrm {kJ} =3.6\,\mathrm {MJ} }
相反地，1瓦特等於1焦耳/秒。1千瓦⋅時等於3.6 × 106焦耳。
千瓦⋅時（kW·h）當中的小時（h）為國際度量衡局接受的可並用單位（Non-SI units mentioned in the SI），其與標準國際單位千瓦（kW）的組合為國際單位制所認可。

### 說明
千瓦⋅時一般被廣泛使用的符號表記為kWh，通常在商業、教育和科學出版物以及媒體中使用，它也是電力工程中常用的單位，但這樣的表現方式並不是國際單位制的常用風格。
kW⋅h和kW h的表記方式較不常用，但其與國際單位制一致。由電機電子工程師學會（IEEE）與美國材料和試驗協會（ASTM）聯合發布的自願性標準文件國際單位制手冊指出，在形成複合單位符號時，乘法必須用空格或是以一個半高的點（⋅）表示，否則可能因為某些前綴，而被誤解為單位符號。另外，國家標準暨技術研究院（NIST）發布的一本指南，則建議不要使用kWh以免造成混淆。
另外，美國電動汽車的官方認證標籤上，其使用的燃油經濟性指標對於千瓦⋅時縮寫為kW-hr（單數）或kW-hrs（複數）。

### 單位轉換
能量單位包括焦耳、瓦⋅時、千瓦⋅時、電子伏特、卡路里的單位轉換如下：
| 1 J = 1 kg⋅m2⋅s−2 = | 1             | 2.77778 × 10−4 | 2.77778 × 10−7 | 6.241 × 1018 | 0.239         |
| 1 Wh =              | 3.6 × 103     | 1              | 0.001          | 2.247 × 1022 | 859.8         |
| 1 kWh =             | 3.6 × 106     | 1,000          | 1              | 2.247 × 1025 | 8.598 × 105   |
| 1 eV =              | 1.602 × 10−19 | 4.45 × 10−23   | 4.45 × 10−26   | 1            | 3.827 × 10−20 |
| 1 cal =             | 4.2           | 1.163 × 10−3   | 1.163 × 10−6   | 2.613 × 1019 | 1             |
|                     | 焦耳          | 瓦⋅時          | 千瓦⋅時        | 電子伏特     | 卡路里        |

### 用法
千瓦⋅時這個單位主要用於量度電力，因為千瓦⋅時比焦耳更容易被大眾瞭解，並更易依據電器使用時數來計算。另一方面，焦耳相對千瓦⋅時的單位量度太小，較不方便計算，而中國大陸亦有公共機構在收費單上使用兆瓦⋅時（MW⋅h）來代替千瓦⋅時。其中1兆瓦⋅時 = 1,000千瓦⋅時，1千瓦⋅時 = 3,600,000焦耳 = 3.6兆焦耳（中國大陸用法）= 3.6百萬焦耳（臺灣用法）。
更大的單位還有吉瓦⋅時（GW⋅h），常用於描述發電廠的發電量，即1吉瓦⋅時 = 1,000兆瓦⋅時 = 1,000,000千瓦⋅時 = 3,600,000,000焦耳 = 3.6吉焦耳（中國大陸用法）= 3.6十億焦耳（臺灣用法）。另外有比千瓦⋅時小的單位，為瓦⋅時（符號爲W⋅h，另有記作Whr的），為千瓦⋅時的千分之一。

## 電力銷售
公用事業出售電力給消費者通常使用千瓦⋅時（常稱度）作為計算單位，公用事業收取的電力價格可能因地區、使用的時間而異。在美國，不同州的電價可能相差達三倍之多。
小型用戶通常僅依據使用電量、傳輸服務和額定容量計費，但較大的用戶需要支付尖峰負載的額外費用。即在相當短的時間內（例如15分鐘）的最大負載量，這是為了補償維持尖峰負載所需的設施，工業用戶還可能根據其負載的功率因數收取額外費用。